# Buddenbrooks (2008)
Das Familiendrama Buddenbrooks (2008) ist die vierte Verfilmung des gleichnamigen Romans (1901) von Thomas Mann. Regisseur Heinrich Breloer hatte sich zuvor einen Namen mit Dokudramen gemacht, unter anderem mit dem Fernsehmehrteiler Die Manns über die Familie des Schriftstellers, weshalb er als Mann-Spezialist gilt. Mit den Buddenbrooks wagte er sich erstmals an einen fiktionalen Spielfilm. Der Film zeigt nicht die ganze Fülle der Figuren aus dem Roman; die erste Generation wurde weggelassen, die Kinder des Konsuls auf drei reduziert, und manches, wie die Ballszene zu Beginn des Films, ist dazuerfunden.

## Hintergrund
Der Roman wurde bereits 1923, 1959 und 1979 verfilmt. Kameramann Gernot Roll übte diese Aufgabe bereits bei der Produktion von 1979 aus. Breloer zufolge entwickelten sie für die Fassung von 2008 ein anderes Kamerakonzept, das dank moderner, beweglicherer Ausrüstung „intensiver an die Gefühle unserer Darsteller herankommen“ sollte. Darsteller Armin Mueller-Stahl meinte: „Eine deutschere Geschichte als die Buddenbrooks gibt es wohl nicht.“ Er schlug eine Rolle in Operation Walküre zugunsten der Buddenbrooks aus und fand diese Entscheidung im Nachhinein „total richtig“. Die Herstellung kostete 16,2 Millionen Euro, für die mitproduzierende Bavaria Film das teuerste Projekt seit Das Boot. Das ermöglichte unter anderem die Rekonstruktion des Buddenbrooks-Hauses in einem Kölner Studio. Seine Uraufführung erlebte der Film am 16. Dezember 2008 in der Lichtburg in Essen in Anwesenheit des Bundespräsidenten Horst Köhler, der die gegenwärtigen Deutschen in den Buddenbrooks gespiegelt sah. In den deutschen Kinos sahen bis Ende Juli 2009 über 1,2 Millionen Besucher den Film. Für die vom Fernsehen mitfinanzierte Produktion besteht eine Schnittfassung zur Ausstrahlung als Zweiteiler zu 90 Minuten je Folge. Die deutsche Erstausstrahlung dieser Version erfolgte am 23. Dezember 2010 auf Arte, wo beide Teile hintereinander gezeigt wurden und auf ein reges Zuschauerinteresse gestoßen sind. Eine weitere Ausstrahlung erfolgte am 27. und 28. Dezember 2010 auf Das Erste, wo Einschaltquoten von 3,44 Millionen Zuschauern/9,9 % Marktanteil (Folge 1) und 4,24 Millionen Zuschauern/12,7 % Marktanteil (Folge 2) erzielt werden konnten.

## Meinungen der Filmkritik

### Zum Umgang mit dem Roman
Der Film stieß bei der deutschsprachigen Filmkritik auf gemischte Reaktionen. Meint noch die Neue Zürcher Zeitung, dass die gegenüber dem Roman vorgenommenen Kürzungen treffend gewählt seien, so vermisst die FAZ zu viele Figuren und sieht der film-dienst durch die Streichungen dem Roman Gewalt angetan.  Die taz bedauert, dass Breloer bei einfachen Alltagsszenen nicht länger verweile und nur die herausragenden Ereignisse zeige; die Epik des Romans sei verloren gegangen. Nach Einschätzung von epd Film fehle vor allem die filmische Umsetzung der reflektierenden Passagen des Romans. Viele Ereignisse, vor allem die Tode, laufen der FAZ zu schnell ab; mehrere Kritiken empfinden die Erzählweise als gehetzt und rastlos. Die Presse ist der Ansicht, beim Endschnitt sei zu viel weggefallen, sodass einige Szenen unverständlich blieben. Der taz bleibt die Motivation der Figuren zu oft unklar, und Die Zeit bemängelt, dass Breloer die im Roman angeblich ersichtliche Abneigung Thomas Manns gegen die gesellschaftliche Unterschicht ausgeklammert habe.

### Zur Inszenierung
Die Kritiker stimmen darin überein, dass diese Filmproduktion bei Ausstattung und Kostümierung äußersten Aufwand treibe, ja eine Ausstattungsorgie feiere; hinzu kämen pittoreske Landschaften. Alles sei auf Überwältigung ausgerichtet. Der film-dienst rügt den beengten Blickwinkel der Kamera, deren Arbeitsweise von Fernsehästhetik geprägt sei, der Spiegel findet die Bilder konventionell. Einhellig bemängelt man die unterlegte Musik, deren dramaturgische Wirkung als aufdringlich und überdeutlich, und deren Ton als charakterloser und süßlicher Kitsch empfunden wird. Einzig die NZZ meint, das Hervorheben der Schauwerte sei im Einklang mit dem Roman. Viele Kritiken entdecken im Film eine bloße Bebilderung von Manns Roman, einen auf Äußerlichkeiten beschränkten bunten Bilderbogen. „Es ist, als schlage man das Buch auf, sähe aber nichts als Buchstaben.“ Breloer meide die „existenziellen Tiefen“, weil sie optisch nichts hergäben. Er habe nichts mitzuteilen, keine eigenen Ideen, Zuspitzungen und Themen, versäume es, eine eigene Sicht zu entwickeln und produziere so eine beliebige Romanverfilmung. Es sei ein geistig armer, leerer Film, dessen plumpe Botschaft, man müsse der Liebe und der Stimme seines Herzen folgen, Thomas Mann nicht gerecht werde. Die Stuttgarter Zeitung störte sich an Dialogen wie in Vorabendserien. Die Stimmung des Films ist nach epd Film und Cinema geprägt von Nostalgie und einer nicht fassbaren oder verhaltenen Trauer, ohne dass aber Pathos aufkomme.
Die Frankfurter Rundschau findet die Inszenierung „alles in allem gar nicht schlecht“, aber steif und musterschülerhaft; dennoch habe man beim Schauen Spaß dank der vergnügten Darsteller. Andernorts heißt es, der Film sei nicht fesselnd, langweilig, die Spannung und der Witz des Romans kämen zu kurz. Frankfurter Rundschau und NZZ stimmen überein, dass die Produktion die Raffinesse eines Visconti nicht erreiche. Während die FAZ meint, dass Breloer die Leitmotivik des Romans gekappt habe, findet Die Presse Manns leitmotivische Erzähltechnik gut ins Medium Film übertragen. Allerdings ist ihr der Stil zu plakativ, der Film zeige zu viel direkt. Den Beischlaf zwischen Thomas Buddenbrook und seiner Frau Gerda, der im Roman nicht vorkommt, findet sie „unpassend“, Der Spiegel findet ihn zu zeigen „frech“ und die FAZ nur „lachhaft“.

### Zur Darstellung
Die NZZ lobt die präzise psychologische Figurenzeichnung und die Frankfurter Rundschau die darstellerische Leistung aller fünf Hauptpersonen. Epd Film zufolge verdanke der Film seine gelegentliche Intensität jenen Szenen, in denen Breloer den Schauspielern vertraut. Doch die taz erklärt Breloers Schauspielerführung für gescheitert, und die Berliner Zeitung stellt fest, er habe die Schauspieler bloße Routine abspielen lassen. Bei Armin Mueller-Stahl und Iris Berben sind sich FAZ und Berliner einig: Der eine sei als Konsul eine Fehlbesetzung ohne Tiefe, die andere stelle die Konsulin nur als „wandelnde Empörung“ dar. Besser schneidet bei der Kritik Mark Waschke in der Rolle des Thomas Buddenbrook ab; zwar ist er für die FAZ „konturlos“; doch andere finden, er spiele glaubhaft und mit Tiefe, dank dezentem Spiel überzeugend und „eindringlich“. Teils überschwänglich gelobt, teils als maskenhafte Karikatur abgewertet, oft auch gar nicht erwähnt wird August Diehl als Christian. Die positivste Würdigung unter den Darstellern erfährt Jessica Schwarz als Tony, wobei FAZ und Berliner anmerken, dass Breloer Tony zur Hauptfigur des Films mache; für epd Film ist sie „das lebendige Zentrum des Films“. Meint noch der film-dienst, diese Figur bleibe blass, so nimmt die taz Tony/Schwarz als Einzige von ihrem Figurenverriss aus. Für die Berliner entzieht sie sich der „Figurenvollstreckung“ durch distanziertes Spiel. Andere finden, dass sie die Tony gelungen, dank dezentem Spiel überzeugend, „entzückend“ und „berückend“ gebe. Von den Nebenfiguren findet Sylvester Groth als überzogen kichernder, grotesker Bankier Kesselmeyer vereinzelt negative Erwähnung.

## Auszeichnungen
Die Filmbewertungsstelle Wiesbaden verlieh dem Film das Prädikat besonders wertvoll. Szenenbildner Götz Weidner und Kostümbildnerin Barbara Baum wurden für die Ausstattung des Films mit dem Bayerischen Filmpreis 2008 ausgezeichnet.

## Hörfilm
Die durch Arte für Fernsehausstrahlungen produzierte und von Hans Mittermüller gesprochene Audiodeskription des Films wurde 2011 für den deutschen Hörfilmpreis nominiert.

### Weiterführende Quellen
- Heinrich Breloer, Michael Adrian (Redaktion): Thomas Manns Buddenbrooks. Ein Filmbuch. Mit Auszügen aus dem Drehbuch von Heinrich Breloer und Horst Königstein. Mit Standfotografien von Stefan Falke. S. Fischer, Frankfurt am Main 2008, ISBN 978-3-10-005234-6, 383 S. (Buch zum Film; Hintergründe zur Geschichte Lübecks und zur Filmherstellung)
- Gespräch mit Heinrich Breloer in: Die Welt, 18. Dezember 2008, S. 30: „Es gibt viele Analogien zum Heute“
- cinema musica Nr. 4/2008, S. 36–39: Vertonung einer Familie. (Gespräch mit dem Komponisten der Filmmusik, Hans P. Ströer)
- Timo Rouget: Die Rezeption im Tonfilm und in anderen Medien. In: Nicole Mattern u. Stefan Neuhaus (Hg.): Buddenbrooks-Handbuch. Stuttgart: Metzler 2018, S. 63–70. ISBN 978-3-476-04649-9

### Kritikspiegel
- Cinema Nr. 01/09: halb erhobener Daumen; kurzweilig, teilweise Klischees, aber meidet Pathos
- epd Film Nr. 1/2009 (Wilhelm Roth): 3 von 5 Sternen; zu verkürzt, Schwerpunkt auf Ausstattung, gelegentliche Intensität den Schauspielern zu verdanken, vor allem Schwarz
- film-dienst Nr. 26/2008: gemischt; Lob für Ausstattung und Waschkes Darstellung, aber eigene Sicht und Lebendigkeit fehle, schlechte Musik
- Berliner Zeitung vom 23. Dezember 2008 (Dirk Pliz): „Enttäuschung“; Film bleibe aufwendige Bebilderung, Breloer führe Darsteller schlecht, die zu routiniert spielen
- Cicero vom 13. Januar 2009 (Josef Girshovich): „Teletubby-Niveau“; Regie komplett misslungen; keine Spur von Thomas Mann; Schulfilm wie nach Rosamunde Pilcher
- Frankfurter Allgemeine Zeitung vom 24. Dezember 2008 (Edo Reents): Ablehnung; thematisch unfokussiert, überladen, langweilig, nur Schwarz überzeuge
- Frankfurter Rundschau vom 16. Dezember 2008 (Peter Michalzik): eher positiv; großes Lob für die fünf Hauptdarsteller, der Perfektionismus der Inszenierung lasse Film steif erscheinen
- Neue Zürcher Zeitung vom 24. Dezember 2008 (Claudia Schwartz): positiv; vor allem Schwarz und Waschke spielen überzeugend, Lob für Schauwerte
- Die Presse vom 19. Dezember 2008 (Thomas Kramar): gemischt; Lob für Schwarz und Waschke, Regie nur teilweise gelungen, sehr schlechte Musik
- Der Spiegel Heft 51/2008 (Nikolaus von Festenberg): tendenziell negativ; Vorwurf der Oberflächlichkeit, Lob für Schwarz
- Stuttgarter Zeitung vom 23. Dezember 2008 (Tim Schleider): vollkommen gescheitert; der Film sei nur äußere Form ohne eigenes Thema und eigene Sicht
- taz vom 20. Dezember 2008 (Dirk Knipphals): Verriss; Figurenmotivation und -spiel gehen in schwelgerischer Ausstattung, Kostümen und Musik unter
- Die Zeit vom 23. Dezember 2008 (Jens Jessen): missraten, Breloer erzählt hastig und ohne Interesse